# McDonald, Kansas
McDonald là một thành phố thuộc quận Rawlins, tiểu bang Kansas, Hoa Kỳ. Năm 2010, dân số của xã này là 160 người.

## Dân số
Dân số các năm:
- Năm 2000: 159 người
- Năm 2010: 160 người